# 德比 (伊利諾伊州福特縣)
德比（英語：Derby）是位於美國伊利諾伊州福特縣的一個非建制地區。該地的面積和人口皆未知。

## 地理
德比的座標為40°26′30″N 88°26′33″W / 40.44167°N 88.44250°W，而該地的平均海拔高度為231米（即758英尺）。